# Östra Ejaröd (naturreservat)
Östra Ejaröd är ett naturreservat i Hässleholms kommun i Skåne län.
Området är naturskyddat sedan 2017 och är 15 hektar stort. Det består av ädellövskog och ett mindre område med alsumpskog. Dessutom finns här flyttblocket Klåhall.